# Ato

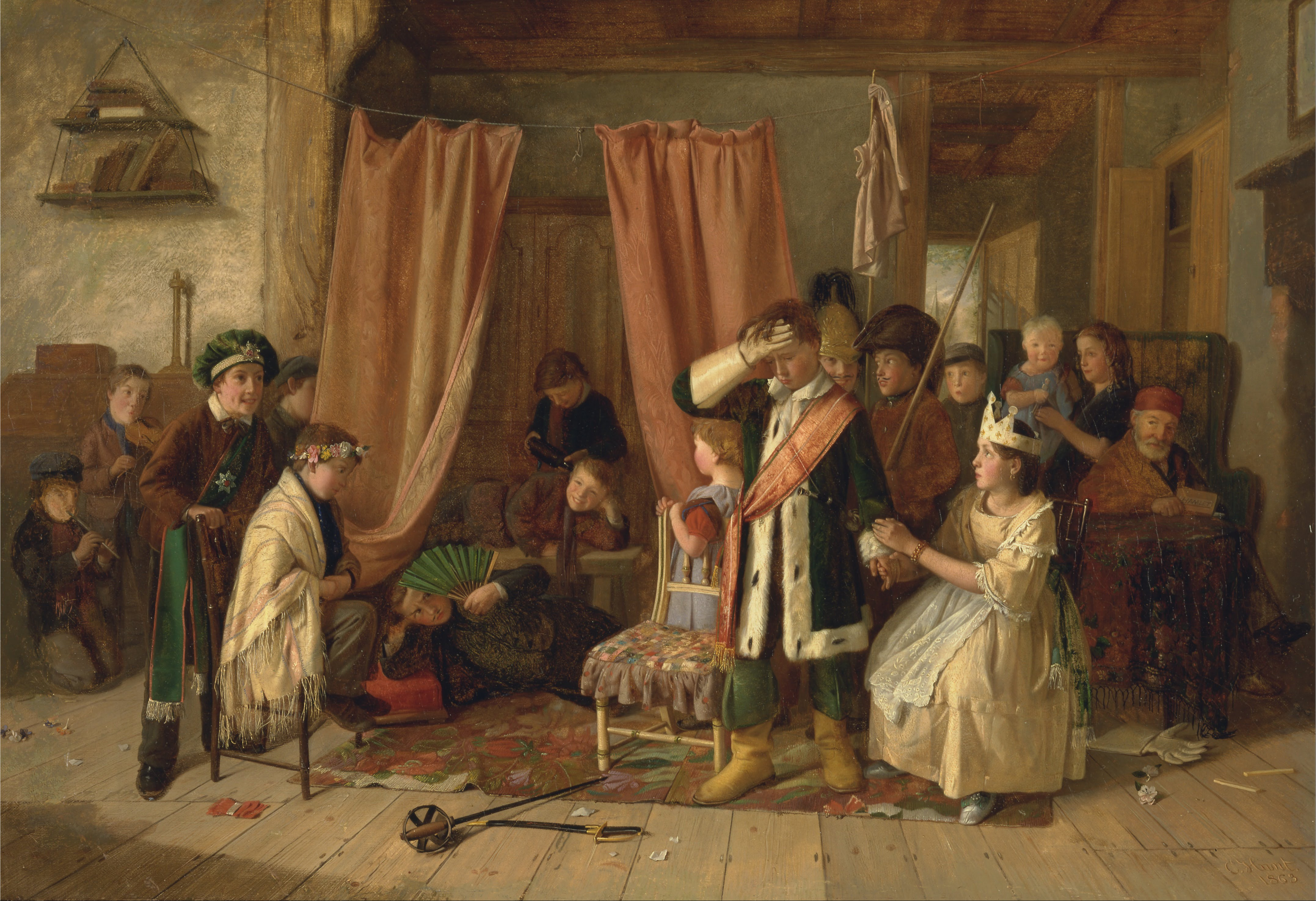
Pintura de Charles Hunt (1803-1877) retratando a segunda cena do segundo ato da peça Hamlet, de William Shakespeare

Ato (do latim actu), no contexto teatral, é uma das divisões ou unidades que compõem uma peça de teatro ou uma ópera. O número de atos de uma produção pode variar de um para cinco ou mais, dependendo de como o autor estrutura a sua obra. A duração de um ato costuma variar entre 30 e 90 minutos.
O termo também pode ser usado para definir as principais seções de outras formas de entretenimento, como filmes, programas de televisão, espetáculos de cabaré, programas de variedades, entre outros.